# Apple M1 Ultra
Apple M1 Ultraは、AppleがMac向けにARMアーキテクチャのライセンスを受けて設計したシステムオンチップ（SoC）である。TSMCの5nmプロセスで製造されている。
2022年3月8日にオンラインで行われたApple Eventで発表された。
本SoCは、Apple M1 Max 2つのダイを、2.5TB/sにもおよぶ広帯域のTSVシリコンインターポーザでつないだ、UltraFusionパッケージングアーキテクチャである。GPUのコア数で2構成がある。

## 仕様

### CPU
高性能16コア＋ 高効率4コア合計20コアの構成である。

### その他
48コア / 64コア(8192実行ユニット、20.8Tflps)のGPU、32コアNeural Engine、Secure Enclave、4つのメディアエンジンを搭載しており、Thunderbolt 4コントローラなども内包している。
M1 Ultraチップはユニファイドメモリ構造であり、CPUやGPUといったチップ内すべてのコンポーネントがメモリアドレスを共有している。メモリには16チャンネルで合計800GB/sの帯域を実現する、LPDDR5-6400 SDRAMで、64GBと128GBの2構成となっている。

## 搭載モデル
Apple M1 Ultraチップは、2022年3月に発表されたMac Studio上位モデルに搭載されている。
- Mac Studio

## 変種
以下の表は「Firestorm」と「Icestorm」マイクロアーキテクチャに基づいた各種SoCを示している。
| チップ名 | CPUコア数（高性能+高効率） | GPUコア数 | メモリ (GB) | トランジスタ数 |
| -------- | -------------------------- | --------- | ----------- | -------------- |
| A14      | 6 (2+4)                    | 4         | 4 - 6       | 118億          |
| M1       | 8 (4+4)                    | 7         | 8 - 16      | 160億          |
| M1       | 8 (4+4)                    | 8         | 8 - 16      | 160億          |
| M1 Pro   | 8 (6+2)                    | 14        | 16 - 32     | 337億          |
| M1 Pro   | 10 (8+2)                   | 14        | 16 - 32     | 337億          |
| M1 Pro   | 16                         |           | 16 - 32     | 337億          |
| M1 Max   | 10 (8+2)                   | 24        | 32 - 64     | 570億          |
| M1 Max   | 10 (8+2)                   | 32        | 32 - 64     | 570億          |
| M1 Ultra | 20 (16+4)                  | 48        | 64 - 128    | 1140億         |
| M1 Ultra | 20 (16+4)                  | 64        | 64 - 128    | 1140億         |

1. 1 2  M1 Ultraは2個のM1 MaxダイがUltraFusionによって接続されたものであり、カタログスペックはM1 Maxの二倍になる。